# Akodontini
Akodontini — триба мишоподібних гризунів, яка включає 19 родів, які поширені переважно в південній половині Південної Америки, причому лише два роди поширюються на Гаяну (Podoxymys) і Венесуелу (Necromys).

## Роди
- Akodon
- Bibimys
- Blarinomys
- Brucepattersonius
- Deltamys
- Juscelinomys
- Kunsia
- Lenoxus
- Necromys (попередньо Bolomys чи Cabreramys)
- Neomicroxus
- Oxymycterus
- Podoxymys
- Scapteromys
- Thalpomys
- Thaptomys

Chalcomys, Hypsimys, та Microxus були синонімізовані під родом Akodon.
Кілька інших родів раніше були розміщені в Акодонтіні, але тепер вони виділяються в окреме плем'я Abrotrichini, в основному на молекулярній основі.